# Eduardo Giorlandini
Eduardo Giorlandini (Bahía Blanca, provincia de Buenos Aires, Argentina, 29 de noviembre de 1934 – ídem 9 de enero de 2016 fue un escritor, abogado, laboralista y estudioso del tango y del lunfardo de larga trayectoria en su país.
En 2009 fue declarado personalidad destacada por el Concejo Deliberante de Bahía Blanca por su “prolífera trayectoria como periodista, escritor, pensador, político y conocedor de las costumbres populares del país”.

## Sus obras
Sus obras, que incluyen alrededor de 46 libros, revelan la variedad de sus áreas de interés; escribió sobre Derecho, en especial referidos al Derecho del Trabajo, a la formación laboral, a la economía y leyes del trabajo, al Mercosur, al régimen de cooperativas, entre otros; también sobre historia y política, tales como El Frontón, Movimiento de Reforma Universitaria de 1918, El pensamiento fundamental de Ricardo Lavalle, Perfil del Desarrollo Argentino, Ricardo Balbín, el Radicalismo y la República y Luis León, el Movimiento de Afirmación Yrigoyenista y la Unión Cívica Radical; sobre lunfardo, como Runfla lunfarda, Los bondis, Por la huella del lunfardo y sobre tango y folklore, como Gotanfalun, Tango y folklore, Aquellos troesmas del tango, Tango y humor y Letras de tango y cronología de las raíces tangueras.
Es autor junto a Gabriela Biondo y José Valle de  “CARLOS DI SARLI, El Señor con Alma de Niño” la primera obra biográfica del maestro Carlos Di Sarli, pianista, compositor y director de orquesta bahiense que trascendió todas las fronteras con su música y obra.
Como periodista escribió más de trescientos artículos sobre diversos temas y fue columnista en programas de emisoras nacionales y de Bahía Blanca, destacándose en el programa "La fama es puro cuento" donde permaneció desde el año 2010 hasta su fallecimiento, que se emite por Radio Mitre de la ciudad sureña.
Es autor del guion del Documental “CARLOS DI SARLI EL SEÑOR DEL TANGO” , dirigido por Alberto Frenquel ,la narración es de Juan Carlos Beltrán, y producido por el escritor  y productor musical José Valle.

## Labor docente
Se desempeñó como docente en la Universidad Tecnológica Nacional y fue profesor en la Universidad Nacional del Sur en la materia Derecho del Trabajo y la Seguridad Social, y en sus clases enseñó una visión humanitaria y social, señalando los abusos perpetrados por el sistema social y económico contra los sectores más vulnerables de la sociedad y se mostró como un defensor de los derechos de los trabajadores. En esa casa de estudios fue director del Centro de Estudios y del grupo multidisciplinario de investigación sobre trabajo humano, así como del seminario en los departamentos de Ciencia de la Administración y de Derecho.
Realizó tareas de investigación en la Universidad de estudios de Palermo en Sicilia, Italia y fue becario en Alemania. En 1966 fue incorporado como miembro de número en la Academia Porteña del Lunfardo y como investigador adjunto en el Instituto de Filología Experimental.

## Letrista
Su letra más difundida, en la que muestra sus dotes poéticas y su conocimiento del lunfardo, es la del tango Aguja brava, con música de Edmundo Rivero quien la grabó en 1967 acompañado con guitarras.
También escribió las letras de Amigo son tus soles, Broncha debute, Gorrión, Me queda el tango, Navidad, La niña morena, Por seguidor y compadre, Por una esperanza, La pucha que lo tiró, Villa Mitre y Hermano sur y la milonga Numerero, que grabó el conjunto La Puñalada con la voz de Germán Arens.